# لاگونا هیلز (کالیفرنیا)
لاگونا هیلز (به انگلیسی: Laguna Hills) شهری در شهرستان اورنج، کالیفرنیا ایالت کالیفرنیا است که در سرشماری سال ۲۰۱۰ میلادی، ۳۰۳۴۴ نفر جمعیت داشته است.